# Róbert Bezák
Róbert Bezák, CSsR (ur. 1 marca 1960 w Handlovej) – słowacki teolog i duchowny rzymskokatolicki, arcybiskup trnawski w latach 2009–2012.

## Życiorys
Urodził się w 1960 roku w Handlovej, gdzie uczęszczał do szkoły podstawowej. Następnie uczęszczał do gimnazjum w Prievidzie, gdzie zdawał maturę w 1979 roku. Po jej uzyskaniu rozpoczął studia teologiczne w Bratysławie. W ich trakcie wstąpił do zakonu redemptorystów składając w 1983 roku śluby zakonne. Rok później został wyświęcony na księdza.
Początkowo pracował jako wikariusz przez rok w parafii w Breznie, po czym musiał odbyć roczną służbę wojskową w armii czechosłowackiej. W latach 1989–1990 był kolejno wikarym w parafiach w Detvach, Žiari nad Hronom oraz proboszczem w Sklených Teplicach, Tužinie i Uľanke.
W latach 1990–1993 studiował teologię moralną, uzyskując tytuł licencjat-magistra na Akademii Alfonsiańskiej w Rzymie. Po powrocie do kraju objął funkcję wiceprowincjała słowackiej wiceprowincji redemptorystów (do 2005). W międzyczasie wykładał teologię moralną na uczelniach katolickich w Bańskiej Bystrzycy i Trnawie. W latach 2005–2008 był proboszczem w parafii w Starych Horach. W 2008 roku został administratorem parafii w Radvani, Bańskiej Bystrzycy oraz awansował na wikariusza wiceprowincji redemptorystów w Bratysławie. 
18 kwietnia 2009 roku papież Benedykt XVI mianował go nowym arcybiskupem ordynariuszem trnawskim. 6 czerwca tego samego roku miała miejsce w miejscowej katedrze jego konsekracja biskupia, której dokonał kardynał Jozef Tomko w asyście arcybiskupów Mario Giordana i Stanislava Zvolenskiego.
2 lipca 2012 papież Benedykt XVI usunął go z zajmowanego urzędu. Decyzja ta wzbudziła kontrowersje na Słowacji. Nowym arcybiskupem trnawskim został Jan Orosch.